# Capitalism (jogo eletrônico)
Capitalism (chinês tradicional: 資本主義, chinês simplificado: 资本主义, pinyin: Zī Běn Zhǔ Yì) é um jogo de computador lançado em 1995 pela Interactive Magic, desenvolvido pela Enlight para Macintosh e MS-DOS e projetado por Trevor Chan.